# Screen Actors Guild Awards 1998
La quarta cerimonia del Premio SAG si è svolta l'8 marzo 1998.

## Cinema

### Migliore attore protagonista
- Jack Nicholson – Qualcosa è cambiato (As Good as It Gets)
- Matt Damon – Will Hunting - Genio ribelle (Good Will Hunting)
- Robert Duvall – L'apostolo (The Apostle)
- Peter Fonda – L'oro di Ulisse (Ulee's Gold)
- Dustin Hoffman – Sesso e potere (Wag the Dog)

### Migliore attrice protagonista
- Helen Hunt – Qualcosa è cambiato
- Helena Bonham Carter – Le ali dell'amore (The Wings of the Dove)
- Judi Dench – La mia regina (Mrs. Brown)
- Pam Grier – Jackie Brown
- Kate Winslet – Titanic
- Robin Wright Penn – She's So Lovely - Così carina (She's So Lovely)

### Migliore attore non protagonista
- Robin Williams – Will Hunting - Genio ribelle
- Billy Connolly – La mia regina
- Anthony Hopkins – Amistad
- Greg Kinnear – Qualcosa è cambiato
- Burt Reynolds – Boogie Nights - L'altra Hollywood (Boogie Nights)

### Migliore attrice non protagonista
- Kim Basinger – L.A. Confidential
- Gloria Stuart – Titanic
- Minnie Driver – Will Hunting - Genio ribelle
- Allison Elliott – Le ali dell'amore
- Julianne Moore – Boogie Nights - L'altra Hollywood

### Migliore cast
- Full Monty - Squattrinati organizzati (The Full Monty)
Mark Addy, Paul Barber, Robert Carlyle, Deirdre Costello, Steve Huison, Bruce Jones, Lesley Sharp, William Snape, Hugo Speer, Tom Wilkinson ed Emily Woof
- Boogie Nights - L'altra Hollywood
Don Cheadle, Heather Graham, Luis Guzmán, Philip Baker Hall, Philip Seymour Hoffman, Thomas Jane, Ricky Jay, William H. Macy, Alfred Molina, Julianne Moore, Nicole Ari Parker, John C. Reilly, Burt Reynolds, Robert Ridgely, Mark Wahlberg e Melora Walters
- L.A. Confidential
Kim Basinger, James Cromwell, Russell Crowe, Danny DeVito, Guy Pearce, Kevin Spacey e David Strathairn
- Titanic
Suzy Amis, Kathy Bates, Leonardo DiCaprio, Frances Fisher, Bernard Fox, Victor Garber, Bernard Hill, Jonathan Hyde, Danny Nucci, Bill Paxton, Gloria Stuart, David Warner, Kate Winslet e Billy Zane
- Will Hunting - Genio ribelle
Ben Affleck, Matt Damon, Minnie Driver, Stellan Skarsgård e Robin Williams

## Televisione

### Migliore attore in un film televisivo o miniserie
- Gary Sinise – George Wallace
- Jack Lemmon – La parola ai giurati (12 Angry Men)
- Sidney Poitier – Mandela e De Klerk (Mandela and De Klerk)
- Ving Rhames – Don King - Una storia tutta americana (Don King - Only in America)
- George C. Scott – La parola ai giurati

### Migliore attrice in un film televisivo o miniserie
- Alfre Woodard – Il colore del sangue (Miss Evers' Boys)
- Glenn Close – Prima del buio (In the Gloaming)
- Faye Dunaway – L'orgoglio di un figlio (The Twilight of the Gods)
- Sigourney Weaver – Biancaneve nella foresta nera (Snow White: a Tale of Terror)
- Mare Winningham – George Wallace

### Migliore attore in una serie drammatica
- Anthony Edwards – E.R. - Medici in prima linea (ER)
- David Duchovny – X-Files (The X-Files)
- Dennis Franz – NYPD - New York Police Department
- Jimmy Smits – NYPD - New York Police Department
- Sam Waterston – Law & Order

### Migliore attrice in una serie drammatica
- Julianna Margulies – E.R. - Medici in prima linea
- Gillian Anderson – X-Files
- Kim Delaney – NYPD - New York Police Department
- Christine Lahti – Chicago Hope
- Della Reese – Il tocco di un angelo (Touched by an Angel)

### Migliore attore in una serie commedia
- John Lithgow – Una famiglia del terzo tipo (3rd Rock from the Sun)
- Jason Alexander – Seinfeld
- Kelsey Grammer – Frasier
- David Hyde Pierce – Frasier
- Michael Richards – Seinfeld

### Migliore attrice in una serie commedia
- Julia Louis-Dreyfus – Seinfeld
- Kirstie Alley – L'atelier di Veronica (Veronica's Closet)
- Ellen DeGeneres – Ellen
- Calista Flockhart – Ally McBeal
- Helen Hunt – Innamorati pazzi (Mad About You)

### Migliore cast in una serie drammatica
- E.R. - Medici in prima linea
Maria Bello, George Clooney, Anthony Edwards, Laura Innes, Alex Kingston, Eriq La Salle, Julianna Margulies, Gloria Reuben, Noah Wyle
- Chicago Hope
Adam Arkin, Peter Berg, Jayne Brook, Rocky Carroll, Vondie Curtis-Hall, Stacey Edwards, Héctor Elizondo, Mark Harmon, Christine Lahti
- Law & Order
Benjamin Bratt, Steven Hill, Carey Lowell, S. Epatha Merkerson, Jerry Orbach, Sam Waterston
- NYPD - New York Police Department
Gordon Clapp, Kim Delaney, Dennis Franz, James McDaniel, Jimmy Smits, Andrea Thompson, Nicholas Turturro
- X-Files
Gillian Anderson, William B. Davis, David Duchovny, Mitch Pileggi

### Migliore cast in una serie commedia
- Seinfeld
Jason Alexander, Julia Louis-Dreyfus, Michael Richards, Jerry Seinfeld
- Ally McBeal
Gil Bellows, Lisa Nicole Carson, Calista Flockhart, Greg Germann, Jane Krakowski, Courtney Thorne-Smith
- Una famiglia del terzo tipo
Jane Curtin, Joseph Gordon-Levitt, Kristen Johnston, Simbi Khali,  Wayne Knight, John Lithgow, French Stewart, Elmarie Wendel
- Frasier
Dan Butler, Peri Gilpin, Kelsey Grammer, David Hyde Pierce, Jane Leeves, John Mahoney
- Innamorati pazzi
Robin Bartlett, Cynthia Harris, Helen Hunt, Leila Kenzle, John Pankow, Paul Reiser, Louis Zorich

## SAG Annual Life Achievement Award
- Elizabeth Taylor